# Sötåsasjön
Sötåsasjön är en sjö i Tranås kommun i Småland och ingår i Motala ströms huvudavrinningsområde. Sjön är 15,6 meter djup, har en yta på 1,2 kvadratkilometer och befinner sig 237 meter över havet. Sötåsasjön ligger i Sötåsasjön Natura 2000-område.

## Delavrinningsområde
Sötåsasjön ingår i det delavrinningsområde (642523-143335) som SMHI kallar för Utloppet av Sötasasjön. Medelhöjden är 262 meter över havet och ytan är 8,25 kvadratkilometer. Det finns inga delavrinningsområden uppströms utan avrinningsområdet är högsta punkten. Vattendraget som avvattnar avrinningsområdet har biflödesordning 4, vilket innebär att vattnet flödar genom totalt 4 vattendrag innan det når havet efter 213 kilometer. Delavrinningsområdet består mestadels av skog (53 %) och jordbruk (23 %). Avrinningsområdet har 1,25 kvadratkilometer vattenytor vilket ger det en sjöprocent på 15,1 %.